# Île de l'Air
L'île de l'Air (isla del Aire en castillan et illa de l'Air en catalan) est un îlot situé face à la côte sud-est de Minorque (Îles Baléares), précisément face à Punta Prima, San Luis.
Sa surface totale est de 34 hectares et son périmètre atteint 3.300 m. Son point le plus haut est à 15 m au-dessus du niveau de la mer et il héberge un phare.
Dans cet îlot se trouve un lézard endémique de la sous-espèce Podarcis lilfordi lilfordi (Günther, 1874), plus connu à Minorque sous le nom de sargantana noire qui, lorsqu'il s'éloigne de son habitat, change sa couleur sombre pour la typique couleur verdâtre des lézards courants.
Il héberge une population de 300 lapins, animal introduit autrefois, qui a servi en 2000 pour tester un vaccin double contre la mixomatose  et la maladie virale hémorragique ou EVH.

### Artciles connexes
- Phare de l'Île de l'Air
- Phare de Artrutx
- Phare de Favàritx
- Phare de Punta Nati
- Phare de Cavallería